# Coronel Barros
Coronel Barros este un oraș în Rio Grande do Sul (RS), Brazilia.